# Stephen Foster (componist)

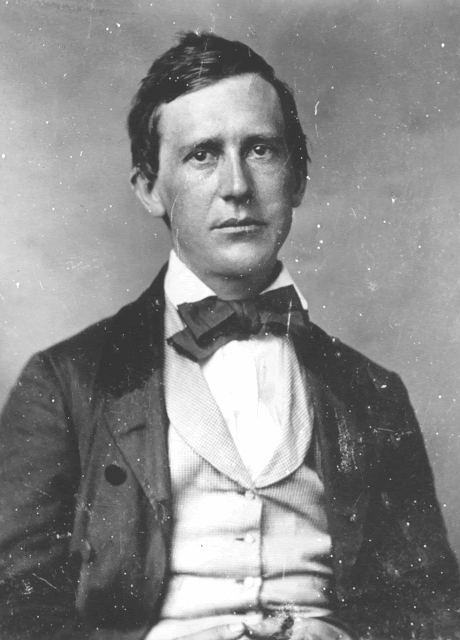
Stephen Foster
(ca. 1860), Library of Congress

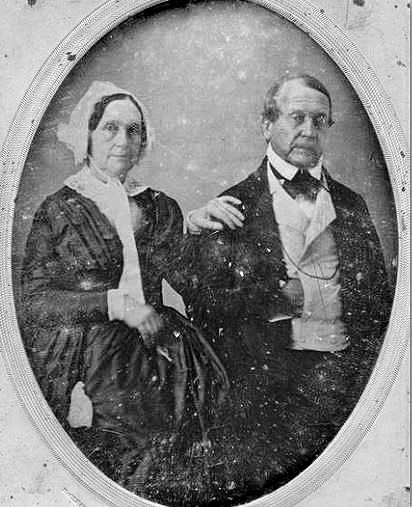
Eliza Tomlinson Foster & William Barclay Foster

Stephen Collins Foster (Lawrenceville, Pittsburgh, 4 juli 1826 – Manhattan, New York, 13 januari 1864) was een tekstschrijver/componist die bekend stond als de vader van de Amerikaanse muziek in het Amerika van de 19e eeuw. Hij is voornamelijk bekend vanwege zijn salonmuziek en muziek voor minstrel shows. Hij schreef meer dan 200 liedjes, waaronder Oh! Susanna, Hard Times Come Again No More, Camptown Races, My Old Kentucky Home, Jeanie with the Light Brown Hair, Old Black Joe, Beautiful Dreamer en Old Folks at Home (Swanee River), die 150 jaar na hun creatie nog altijd fans hebben.
Zijn composities worden soms "kinderliedjes" genoemd, omdat ze opgenomen zijn in het muziekcurriculum van het onderwijs op jonge leeftijd.
Hij publiceerde Foster's Ethiopian Melodies in 1849, dat ook het succesvolle lied Nelly Was a Lady bevatte, dat beroemd werd door Christy’s Minstrels.
Hij keerde toen terug naar Pennsylvania en tekende een contract bij Christy’s Minstrels. In die periode schreef hij de meeste van zijn bekendste liedjes: Camptown Races (1850), Nelly Bly (1850), Ring de Banjo (1851), Old Folks at Home (ook bekend als Swanee River, 1851), My Old Kentucky Home (1853), Old Dog Tray (1853), en Jeanie with the Light Brown Hair (1854), dat hij schreef voor zijn vrouw Jane Denny McDowell.
Veel van Fosters liedjes behoorden tot de blackface minstrel show traditie die destijds populair was. Hij streefde er naar om "bij verfijnde mensen ... schoonheidszin op te bouwen …  door woorden aan hun smaak aan te passen, in plaats van de kitscherige en echt aanstootgevende woorden die behoren tot sommige liedjes van dat soort". Hij verkeerde in de 1850s in het gebied van Pittsburgh met de abolitionistische leider Charles Shiras en schreef zelf een abolitionistisch toneelstuk. Veel van zijn liedjes hadden Zuidelijke thema’s, maar Foster woonde nooit in het Zuiden en bezocht het maar een keer, tijdens zijn huwelijksreis van 1852.
- Biblioteca Nacional de España: XX979950
- Bibliothèque nationale de France: cb13894070z (data)
- Catàleg d'autoritats de noms i títols de Catalunya: 981058513055006706
- CiNii: DA09848614
- Gemeinsame Normdatei: 118684280
- International Standard Name Identifier: 0000 0001 0914 4105
- Library of Congress Control Number: n50023175
- Nationale Bibliotheek van Letland: 000112487
- MusicBrainz: dd28ee68-673e-4fe9-acfc-fa3c81877469
- Bibliotheek van het Japanse parlement: 00521727
- Nationale Bibliotheek van Tsjechië: xx0001287
- Nationale bibliotheek van Australië: 35096075
- Nationale Bibliotheek van Israël: 987007462861505171
- Nationale Bibliotheek van Polen: a0000003160053
- Nederlandse Thesaurus van Auteursnamen: 095146830
- LIBRIS: 207089
- SNAC: w6d79gr1
- Système universitaire de documentation: 082943508
- Trove: 825381
- Virtual International Authority File: 71577893
- WorldCat: E39PBJc3Dd7Tvpqgx6XC9XFtKd